# 妹尾和夫のパラダイスKyoto
『妹尾和夫のパラダイスKyoto』（せのおかずおのパラダイスキョウト）は、2010年4月9日から京都放送（KBS京都ラジオ）で放送されている金曜日のローカルワイド番組である。通称はせのパラ。

## 概要
毎週金曜日の10:00 - 12:00、12:30 - 14:00に放送されており、途中12時からの30分間は『やすひろの京も安泰』放送のため中断する。パーソナリティは妹尾和夫と遠藤奈美。
劇団パロディフライ公演や妹尾和夫の休暇のため、サニー・フランシス（2010年7月2日、2011年4月8日、2012年4月6日、2013年8月9日）、妹尾と同じ昭和プロダクションの水谷ひろし（2011年12月2日）、キダ・タロー（2012年11月23日 初KBS京都）が妹尾の代打を務める。
また、後述する遠藤の産休時を除き、遠藤が出演しない場合は代役が出演する。海平和が長期出演するまでは、遠藤の同期である木村寿伸が代役出演する場合が多く、木村以外でも男性同士で番組を進行することもある。
第5週には昼休みにKBSホールで番組リスナーとのファンミーティング、年末年始には番組主催の忘年会または新年会がそれぞれ開催されるが、新型コロナウイルス感染症の感染拡大防止のため現在はいずれも実施していない。

## 出演者

### 現在の出演者
パーソナリティ
- 妹尾和夫[3]
- 遠藤奈美（KBS京都アナウンサー）[3]
  - 2020年12月[4]から2022年4月まで産休のため休演。

ラジオカーレポーター
- 山本大喜（2021年4月 - ）

### 過去の出演者
パーソナリティ
- 海平和（KBS京都アナウンサー、2020年12月[4] - 2022年4月）
  - 遠藤の代理として出演[4]。なお、2022年4月15日の放送では海平が結婚したことを自ら公表している[5][6][7]。

ラジオカーレポーター
- ベルサイユ（2017年4月 - 2021年3月）[3]

## コーナー

### 現在
2022年4月時点。
午前
- オープニング
- 今週のめった斬り（10:15）[3]
- ラジオカーリポート1回目（10:30）
- 京都新聞ニュース、天気予報、交通情報（10:50）[9]
- 京都パラ塾（11:00）
  - 京都滋賀（大阪）のスペシャリストをスタジオに招く
- 交通情報（11:36）[9]
- きょうとほっと情報（京都府の広報番組）

午後
- am pm ホップステップジャンプ（1部エンディング＆2部オープニング）
- もしもしコールいま話せまっか（12:50 - 13:10）早く終わった場合は残りの時間でメッセージ紹介
- まろの時間（13:10 - 13:20）[2]
  - 「まろかずお」がリスナーからの喜びのメッセージを紹介。「ボインか?柔乳（やわちち）か?」などとこの番組では唯一下ネタが取り上げられるコーナーで、常連リスナーからの長尺ネタが紹介される[2]。妹尾はこのコーナーでは「名目上」出演していないことになっている[2]。
- せのパラポスト（13:20）
- ニュースひろい読み（13：25）
- 私の街から交通安全リポート
- 京都新聞ニュース、天気予報、交通情報（13:50）[9]
- エンディング

### 過去
- ぺろぺろおじさんの時間（2012年7月20日、27日）「ぺろぺろおじさん」がヒヤッとした話、焦った話、寒いギャグを紹介
- もしもしおじさんの時間（202212月16日復活）限定
- すこやか介護
- ちょこっと情報京都
- AM PM ホップステップジャンプ（1部エンディング＆2部オープニング）
  - 遠藤奈美 女優への道（ラジオドラマ・毎月1回、2011年3月までは毎週）主演:遠藤奈美 脚本:妹尾和夫
    - 2011年1月7日、海平和が出演。遠藤と海平のバトル勃発。
    - 2012年7月20日、遠藤奈美をぺろぺろしゃぶる「ぺろぺろおじさん」登場。

  - 妹尾和夫DJへの道（第3週、初回2011年12月16日）「28から35前位までFM大阪で6年位DJやってた。大成しなかった。あかんかった」。好評のためシリーズ化される。
  - 妹尾の野外リポート（第5週）
- アナ女子の感じた京都の穴場情報（13:15 - ）2012年8月31日開始。最終週あたり。
  - 子供とお年寄りを交通事故から守ろうキャンペーン。KBS京都ラジオでは1年間、交通安全に関する街の情報をラジオカーが街に出てリポートしている。